# Nizozemsko na Letních olympijských hrách 1960
Nizozemsko na Letních olympijských hrách 1960 v italském Římě reprezentovala výprava 110 sportovců, z toho 80 mužů a 30 žen ve 13 sportech.

## Medailisté
| Medaile | Jméno              | Sport   | Disciplína              |
| ------- | ------------------ | ------- | ----------------------- |
| Stříbro | Marianne Heemskerk | Plavání | Ženy 100 m motýlek      |
| Bronz   | Wieger Mensonides  | Plavání | Muži 200 m prsa         |
| Bronz   | Tineke Lagerberg   | Plavání | Ženy 400 m volný způsob |